# Dunes d'Astondo
Les dunes d'Astondo (espagnol : Dunas de Astondo ; basque : Astondoko haremunak) constituent une formation géologique située entre la plage d'Astondo (extrémité de la plage de Gorliz) et le mont Ermua, sur la commune de Gorliz. Elles sont qualifiées de site d'importance communautaire.
Elles comprennent des dunes sédimentaires ou dunes fossiles : des roches formées par la sédimentation du sable apporté par le vent du nord et accumulé contre le versant de la colline d'Astondo, et pétrifié depuis environ six mille ans.